# エネファーム

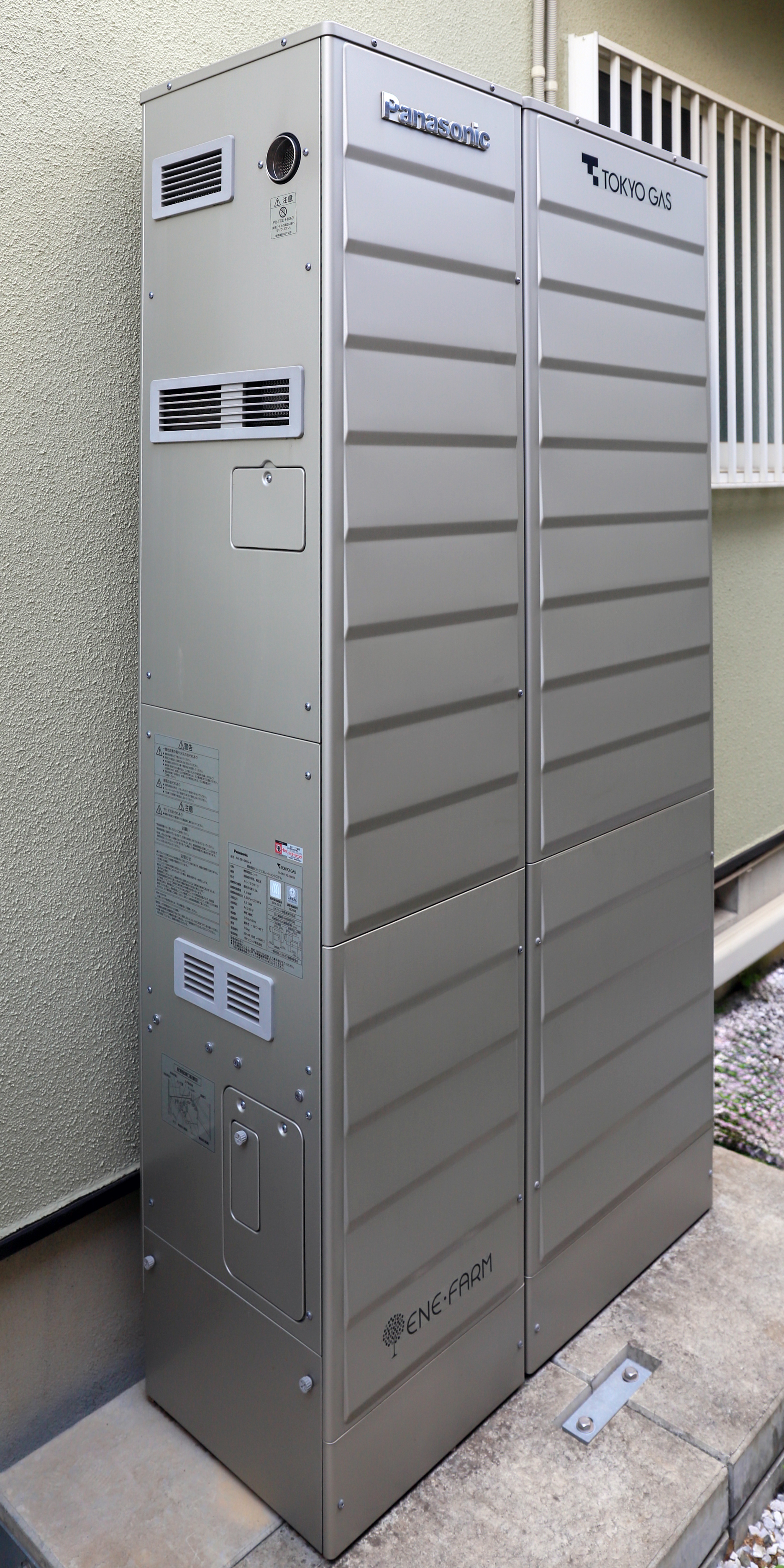
パナソニック製エネファーム（東京ガス販売モデル）。左側が燃料電池ユニット、右側が貯湯ユニット。このタイプではバックアップ熱源は別置されている。

エネファーム（ENE・FARM）は、家庭用燃料電池コジェネレーションシステムの愛称である。2008年（平成20年）6月25日に燃料電池実用化推進協議会 (FCCJ) が家庭用燃料電池の認知向上を推進する取り組みとして、企業にまたがる統一名称として決定したもので、家庭で電気と湯を同時につくり出す家庭用燃料電池として「エネルギー」と「ファーム＝農場」を組み合わせて名付けられた。
また シンボルマークとして「人に地球にたくさんの実りをもたらす新エネルギーを表現した木」を採用。その木の実は、家庭用燃料電池がもたらす「電気」「湯」「快適」「環境」「先進」「未来」など、さまざまな価値を表現している。家庭からの二酸化炭素排出削減に貢献し、未来の低炭素社会のエネルギーシステムの柱として普及することを目指している。

## 解説
都市ガス・LPガスから、燃料となる水素を改質器を用いて取り出し、空気中の酸素と反応させて発電する。発電時の排熱は給湯に利用し、エネルギーを有効活用するので、省エネルギーとなる。改質で水素を取り出す過程では二酸化炭素が排出されるが、発電の際には水素を用いるため二酸化炭素が発生しない。
発電出力は、アイシン・パナソニック製が700 W、京セラ製が400 W。固体高分子形燃料電池 (PEFC) と固体酸化物形燃料電池 (SOFC) の2種類があり、長府製作所などはSOFC型を「エネファームtype S」と呼称している。東京ガスや東邦ガスではパナソニックから、また大阪ガスでは東芝燃料電池システムやENEOSセルテックから、それぞれ製品の供給を受けている。いずれも長府製作所からのOEMである。
災害による停電時でも発電できる機能を有しているため、新型コロナウイルス感染症の拡大の際には、在宅避難の必要性からエネファームのレジリエンス性が高く評価された。

## メリットとデメリット

### メリット
- 発電で発生した排熱を直接利用できるため、排熱を利用しないタイプの火力発電や原子力発電と比べて、発電時のエネルギー利用効率が高い[1]。コジェネレーションも参照のこと。
- 自宅で発電をするため、送電ロスがない。
- ガス会社によっては、エネファーム専用料金プランを用意しており、ガス料金の割引を受けられる。
- 給湯時の発電により、家庭で使用する4 - 6割程度の電力量をまかなえるため、電気料金が安くなる。
- 補助熱源機を組み合わせて使用するため、湯切れの心配がない。
- 設置時に補助金が支給される。
- 停電時でも発電が可能。
- 災害時に停電しても在宅避難が可能なため、レジリエンス性が高い。
- 発電の様子がリモコンの画面で確認できるので、電気に対する意識が高まり、省エネルギーにつながる。
- 発電の際に発生する熱を捨てずに、お湯を作り給湯に利用するので、エネルギーをフルに活用できるシステムになる。
- SOFC型の場合、売電契約をしていれば、余剰電力はガス会社に売却できる。

### デメリット
- 発電時の排熱で貯湯タンク内の湯を温めるシステムであるため、貯湯タンクを設置するためのスペースが必要になる。小型機種でもエアコン室外機ほどのスペースが必要である[2]。
- 補助金制度はあるものの、80万円以下で設置できるガス給湯器と比べると、100万円前後と初期費用が高い[3]。
- PEFC型は、貯湯タンクの湯が完全に温まると発電を止める仕組みのため、発電量が湯の使用量に左右される。
- 長時間にわたって低周波音を発生し、近隣住民とトラブルになるケースが報告されており、設置にあたって近隣への特段の配慮が必要とされる（後述）。
- エコキュートと比べると熱効率は低い。ガスから水素へ改質する際に、二酸化炭素や窒素化合物を排出する。
- 2016年4月1日から電力自由化により余剰電力の売却が可能となったが、買取価格が太陽光発電のように10年間固定ではない。

## 仕組み
エネファームは大きく分けて下記のような6つの装置から構成される。
改質器
燃料（都市ガス・LPガス）を水蒸気改質し、水素ガスを得る
固体高分子形燃料電池スタック
改質器からの水素と空気中の酸素を反応させ、直流電力を発生させる（同時に熱も発生する）
インバータ
直流から交流への変換、系統連系に関する諸機能を司る
熱回収装置
改質器と燃料電池スタックから熱を回収し、温水を作る
貯湯槽
温水を貯めておく
バックアップ熱源
貯湯槽の温水が不足になった場合に温水を供給する
これにより、電力と熱の両方を得る。燃料の持つエネルギーの70 - 80%を利用可能とされる。

## 普及の動き
- 2001年3月：FCCJ設立。日本における燃料電池の実用化と普及に向けた課題解決、政策提言を行い、日本における燃料電池の普及と実用化が目的。
- 2008年12月：燃料電池普及促進協会 (FCA) 設立。燃料電池の関連業界などが一体となって燃料電池の普及促進を図るとともに、二酸化炭素の削減に寄与することにより、日本における環境負荷軽減に資することが目的。
- 2008年にモニター試験が行われた。この際はライフエル (lifuel) と呼ばれていた[6]。
- 2009年1月「家庭用燃料電池『エネファーム』普及に向け「エネファームで環境立国ニッポンへ」の共同宣言を実施。アストモスエネルギー、ENEOS、大阪ガス、西部ガス、東京ガス、東邦ガスの6社が参加。
- 2009年より「エネファーム」の名称にて販売が開始[4]。住宅メーカーなどで太陽光発電などとセットで採用される例もみられる[7]。
- 2009年5月22日より、FCAが民生用燃料電池導入支援補助金制度の受付を開始[8]。制度開始時の補助金額は上限140万円であったが、年々減少方向にある[要出典]。本制度は2020年まで継続的に実施。
- 2011年9月、コジェネ財団内にエネファームの全国普及促進を推進する事務局として「FCサポートネットワーク」を設立、エネファームの導入が進んでいる事業者やメーカーの支援を受けて全国的な普及促進活動を推進。
- 2011年10月、JX日鉱日石エネルギー（現・ENEOS）が市販機としては世界で初めてSOFC型エネファームを発売。長府製作所とダイニチ工業との共同開発品[9]。
- 2012年7月、大阪ガスが東芝燃料電池システム、長府製作所と共同で開発した自立運転機能付きのエネファームを発売。
- 2013年4月、東京ガスがパナソニックと共同開発したエネファームの新製品を発売[10]。
- 2013年5月、エネファームパートナーズ設立。エネファームの関連業界・団体が一堂に会し、住宅における省エネルギーおよび二酸化炭素削減を推進することが目的。

## キャッチコピー
東京ガスでは、「エネルギーをつかう家からつくる家へ」というキャッチコピーを使っている。実際には、無からエネルギーを生産するわけではなく、化学エネルギーから電気や熱を生み出すエネルギー変換である。

## 低周波騒音問題
エネファームに限らず多くの家庭用コジェネレーションシステム、およびヒートポンプ給湯装置は、運転時にファンを駆動させるため低周波音が発生する。2017年12月、消費者庁の事故調査委員会から、エネファームの発する運転音と健康被害の関連を指摘する報告があった。主な健康被害は、頭痛、不眠、胸の圧迫感である。被害の個人差が大きく、エネファームから20メートル離れた寝室でも、運転音が伝わり不眠を訴えるという報告もあった。
低周波音自体はエアコンの室外機や自動車のエンジンからも発生するものではあるが、エネファームの場合他の発生源に比べ音量が大きく、その作動原理上長時間かつ夜間にも発生するため問題となる。設置場所に対する構造上の制限が少ないことから、所有者宅の寝室よりも隣家の寝室の近くに設置される場合も起こり得、隣家が不眠を訴えても所有者は被害が実感できず、トラブルになる場合がある。前述の通り発症の個人差が大きいため、被害を訴えるのが一人だけであり、他の家族や所有者は聞こえない、感じないというケースもあり、被害の深刻さが理解されにくい面もある。
解決策として、機器の移設、ANC (Active Noise Control) 装置、マスキング音、防音エンクロージャーが考えられ、一定の効果が見られる場合もある。大阪ガスが株式会社ササクラと協力してANC装置「スポットサイレンサー」をエネファーム向けに開発した。費用は70万円であるが、2018年2月現在、使用実績がないため確実な効果があるかは不明。

## 製造メーカー
- パナソニック
- アイシン（Type Sモデルの燃料電池ユニットは大阪ガスやトヨタ自動車および京セラとの共同開発）
- 長府製作所（アイシン・東芝燃料電池システム・大阪ガス・ENEOS向けのOEM）
- ノーリツ（アイシン・東芝燃料電池システムへのバックアップ熱源機）
- パーパス（アイシン【東京ガス仕様】、および京セラ機のバックアップ熱源機）
- 京セラ

## かつて製造していたメーカー
- 東芝燃料電池システム
- ENEOS（長府製作所からのOEM）[13]
- 荏原製作所（製品化することなく事業から撤退）